# 梅谷陽二
梅谷 陽二（うめたに ようじ、1932年（昭和7年）12月12日 - ）は、日本の工学者。専門は、制御工学・バイオメカニクス・ロボット工学。東京工業大学名誉教授、工学博士（東京工業大学、論文博士）。プラントの制御やバイオメカニクスとそのロボット応用、宇宙ロボットなどの研究に従事。1991年 エンゲルバーガー賞 受賞、2015年、瑞宝中綬章受章。
東京大学生産技術研究所講師、東京工業大学助教授、教授、豊田工業大学教授、日本ロボット学会会長、バイオメカニズム学会会長を歴任。大学を退職後も、有限会社知能システム研究所を設立し、代表としてコンサルティングや文筆業に従事していた。この間、ロボットによる「からくり能」を提唱し、創作台本『友月』を著している。

## 経歴

### 自動制御研究
京都大学を卒業後、大阪真空機器製作所にて真空化学プラントや超高真空ポンプ、機械システムの自動制御などの業務に従事。1959年に東京大学生産技術研究所へ助手として赴任する（後、講師）。森政弘助教授の元で、プラントの動特性や計算機制御、非平衡熱力学のプラント解析への応用について研究する。1969年に論文博士で工学博士を取得。翌年、東京工業大学へ助教授として栄転する。

### バイオメカニクスとロボット研究
東京工業大学においてバイオメカニクスの研究を開始する。大学院生の広瀬茂男（後の東京工業大学名誉教授）と蛇の推進原理を研究し、索状能動体（蛇型ロボット）を開発する。また、生長変形法による構造材の最適形状の決定法を提案し、梁（はり）やアーチに適用している。
また、助手の田口幹と平面図形の図形認識技術の開発、東京大学医科学研究所との共同研究による腎移植患者尿の高速液体クロマトグラフィーによる腎機能の自動診断装置の開発も行っている。他にも様々なロボットの開発を行い、1985年の筑波科学博では梅谷・広瀬研究室から四足歩行ロボット『TITAN-IV』を出展している。
バイオメカニクスの研究についても、蠕動運動や顎骨形態の研究、網目状能動体の研究を実施、バイオメカニズム学会の会長も務める。また、生田幸士（博士後期課程、後の名古屋大学教授、東京大学教授）と形状記憶合金を用いたアクチュエータ、ロボットの研究を、吉田和哉（助手、後の東北大学教授）らと宇宙ロボットの研究も進めている。1991年には日本ロボット学会の会長にも就任している。
1993年に東京工業大学を60歳で定年退官、豊田工業大学へ移る。山田陽滋助教授、森園哲也助手らと共に、触覚センサーや人間・ロボット共存システム、自律分散システム、宇宙用ロボット、外骨格ロボットSkillMateなどの研究を行った。また、同大学では附属図書館長を1995年から7年間務め、図書館と情報処理センターの統合した総合情報センターの発足に貢献した。

### 文筆業とからくり能の提唱
2003年に70歳で豊田工業大学を退職し、同年6月に有限会社知能システム研究所を設立。ロボット技術のコンサルタント、文筆業を行うとともに、2004年には日本ロボット学会のサービスロボット用安全認証研究専門委員会の委員長にも就任する。
2005年にはロボット研究の問題点や意義、展望をまとめた『ロボットの研究者は現代のからくり師か？』を出版。日本のロボット研究の総括と問題提起を行い、ロボットを用いた「からくり能」を提唱した。後に創作台本「友月」を提示し、ホンダと連携して2007年の開演に向けて活動するが、コストの問題から断念している。

## 略歴
- 1956年9月 - 京都大学工学部機械工学科卒業[1][10]
この間、大阪真空機器製作所に勤務[12]。
- 1959年4月 - 東京大学生産技術研究所助手[1][10]
- 1964年9月 - 東京大学生産技術研究所講師[28][10]
- 1969年10月 - 工学博士（東京工業大学）[3]
- 1970年2月 - 東京工業大学工学部機械物理工学科 助教授[10]
- 1975年8月 - 東京工業大学工学部機械物理工学科 教授[10]
- 1989年4月 - 宇宙科学研究所教授併任（ - 1991年3月まで）
- 1990年4月 - 東京工業大学工学部長（ - 1992年3月まで）[1]
- 1992年4月 - 東京工業大学炭素循環素材研究センター長[29]
- 1993年3月 - 東京工業大学退職、名誉教授[1]
- 1993年4月 - 豊田工業大学教授、評議員、付属図書館長[30][31]
- 2003年3月 - 豊田工業大学退職[30][31]
- 2003年6月 - 有限会社知能システム研究所設立、代表（ - 2011年まで[12]）

## 受賞・栄典
- 1976年 - 計測自動制御学会論文賞[注釈 7]
- 1983年 - 計測自動制御学会論文賞[注釈 8]
- 1991年 - 計測自動制御学会論文賞[注釈 9]
- 1991年 - エンゲルバーガー賞（技術）[8][1][9]
- 1992年 - 東京都科学技術功労賞[1]
- 1992年 - 通商産業省機械情報産業局長賞[1]
- 1993年 - 日本ロボット学会論文賞[注釈 10]
- 1997年 - 日本機械学会バイオエンジニアリング部門功績賞[34][35]
- 1998年 - （社）発明協会　発明奨励功労賞[31]
- 1999年 - 日本ロボット学会 名誉会長[36]
- 2004年 - ファナックFAロボット財団論文賞[注釈 11]
- 2005年 - 日本機械学会 ロボティクス・メカトロニクス部門一般表彰 ROBOMEC表彰[38][注釈 12]
- 2012年 - 日本ロボット学会設立特別功労賞[39]
- 2015年 - 瑞宝中綬章 受勲[11][40]

## 社会的活動
学術団体
- 日本ロボット学会 - 会長（1991年4月-1993年3月）、名誉会長（2003年認定）
  - サービスロボット用安全認証研究専門委員会 - 委員長（2004年）
- バイオメカニズム学会 - 会長（1986年4月-1988年3月）、名誉会員（1992年11月-）
- 計測自動制御学会 - 理事（1988年4月-1991年3月）
- エル・エス・ティ学会[注釈 13] - 理事（1985年4月-1987年3月）
- 日本機械学会 - 自動制御部門委員会 委員長（1976年4月-1978年3月）

財団関連
- 財団法人製造科学技術センター - 評議員
- 東洋紡百周年記念バイオテクノロジー研究財団 - 理事
- 油空圧機器技術振興財団 - 評議員
- 財団法人マイクロマシンセンター - 評議員
- 財団法人理工学振興会 - 評議員
- 財団法人機械産業記念事業財団 - 評議員
- 財団法人日本蛇族学術研究所 - 理事

国際会議など
- 国際先端ロボット技術会議 (ICAR)[9] - 1983年、1985年、1993年、2005年（組織委員長）
- i-SAIRAS（宇宙ロボットとAIに関する国際会議）[9] - 1989年、1990年（組織委員長）
- RISSTA（環太平洋宇宙技術会議） - 宇宙ロボット部門チェアマン
- ISR2006（国際ロボット・シンポジウム2006） - 組織委員長

## 著書
学位論文
- 『回分式真空結晶缶の動特性と制御に関する研究』東京工業大学〈博士論文（乙第289号）〉、1969年10月22日。[リンク切れ]

単著
- 『機械はどこまで人間に近づくか』日刊工業新聞社、1973年。
- 『人間を生かす省力化とは』日刊工業新聞社、1973年。
- 『生物工学:基礎と方法』共立出版〈エンジニアリング・サイエンス講座34〉、1977年7月。ISBN 978-4-320-07056-1。
- 『ロボットの研究者は現代のからくり師か?』オーム社、2005年3月。ISBN 4-274-20025-6。

共著
- 松田ら 監修 編『生産在庫管理におけるOR技法』培風館、1963年。
- 『制御工学ハンドブック』朝倉書店、1964年。
- 妹尾、梅谷 共著『最近の化学工学（1967年版）』丸善、1967年。
- 大島監 訳『自動制御系の設計（下）』近代科学社、1968年。
- 『自動制御便覧』コロナ社、1968年。
- 合田編、共著 著、海洋工学研究会 編『海洋工学入門』講談社、1969年。 - 昭和44年度毎日出版文化賞受賞[42]
- 『田園社会工学（基礎編）』東明社、1974年。
- 『機械文明の再出発』日本経済新聞社、1976年。